# Lưu Thứ Xương
Lưu Thứ Cảnh (劉次景), hoặc Lưu Thứ Xương (刘次昌), tức Tề Lệ vương (齊厲王, trị vì 130 TCN-125 TCN), là vị chư hầu vương thứ 7 của tiểu quốc Tề, chư hầu nhà Hán trong lịch sử Trung Quốc.
Lưu Thứ Cảnh là con của Tề Ý vương, vương chủ thứ sáu của tiểu quốc Tề, mẹ ông là Kỉ thái hậu. Năm 131 TCN, Tề Ý vương qua đời, Lưu Thứ Cảnh kế thừa tước vị, tức Tề Lệ Vương.
Mẹ của Tề Lệ vương là Kỉ thái hậu lấy con gái của em trai mình là Kỉ thị cho Tề Lệ vương lập làm vương hậu, nhưng Lệ vương không sủng ái Kỉ nữ. Thái hậu muốn nâng cao thế lực của họ Kỉ, sai chị Kỉ thị vào cai quản hậu cung, bắt hậu cung không ai được tiếp cận Tề Lệ vương, để Lệ vương chỉ có thể sủng ái Kỉ thị, Tề Lệ vương từ đó cùng chị Kỉ thị giang dâm, việc này đến nhà Hán. Hoàng thái hậu nhà Hán là Vương Chí (mẹ Hán Vũ Đế) có người con riêng là Kim Tục, được phong làm Tu Thành Quân. Tu Thành Quân sinh ra người con gái là Kim Nga. Kỉ Thái hậu muốn lấy lòng giả thư Tề Lệ vương thỉnh Kim Nga. Hoàng thái hậu vui mừng, sai sứ là Giáp đến Tề. Khi sứ giả đến nước Tề, định cho tuyển con gái Chủ Phụ Yển vào hậu cung của Tề Lệ vương. Kỉ thái hậu tức giận muốn giết Giáp. Giáp lo sợ, báo với Hoàng thái hậu.
Cùng lúc đó Hán Vũ đế sai Chủ Phụ Yển làm tướng quốc nước Tề. Chủ Phụ Yển đến Tề, ra lệnh truy cứu chuyện thông gian loạn luân của Tề Lệ vương. Tề Lệ vương hoảng sợ, uống rược độc tự sát.
Hán Vũ đế nghe tin vua Tề đã chết, bèn nghe theo kế của Công Tôn Hoằng, giết chết Chủ Phụ Yển và triệt tiêu nước Tề nhập vào nhà Hán, đồng thời truy phong thụy hiệu cho ông là Lệ vương.